# Тиноко Гранадос, Федерико
Федерико Альберто Тиноко Гранадос (исп. Federico Alberto Tinoco Granados, 21 ноября 1868, Сан-Хосе, Коста-Рика — 7 сентября 1931, Париж, Франция) — коста-риканский военный, «временный глава правительства» с 27 января 1917 года по 11 апреля 1917 года и президент Коста-Рики с 11 апреля 1917 года по 20 августа 1919 года.

## Биография
Родился в семье Федерико Тиноко Иглесиаса и Гуадалупы Гранадос Бонильи и был старшим братом генерала Хосе Хоакина Тиноко Гранадоса. 5 июня 1898 года он женился в Сан-Хосес на Марии Фернандес Ле-Капейян, дочери Мауро Фернандеса Акуньи и Ады Ле-Капейян Агнью. Детей у них не было. Учился в иезуитском колледже в Картаго, затем поступил в военную академию Брайан в Рослине (США). В 1895 году он вернулся в страну, чтобы в последующие четырнадцать лет посвятить себя работе на кофейных и сахарных плантациях, принадлежавших его отцу в Хуан-Виньясе (провинция Картаго).
В дальнейшем продолжил свою военную карьеру и дослужился до звания бригадного генерала. Он также активно вмешивался в политику и вступил в ряды Республиканской партии. 3 мая 1902 года участвовал в восстании, которое пыталось не допустить, чтобы Ассенсьон Эскивель Ибарра пришел к власти. Восстание потерпело неудачу, однако президент Эскивель объявил всеобщую амнистию. В 1906 году вместе с Рудесиндо Гуардия Солурсано, сыном генерала Томаса Гуардии, и Мануэлем Кастро Кесадой возглавил восстание против президента Клето Гонсалеса Викеса, за участие в котором он был арестован, но затем освобожден. С 1908 по 1912 год избирался был депутатом Конгресса от Сан-Хосе. 8 мая 1914 года вступивший в должность президент Альфредо Гонсалес Флорес назначил его военным и морским министром.

### Временный глава республики
27 января 1917 года он организовал военный переворот, который сверг Гонсалеса Флореса. Тиноко был провозглашен «Временным главой республики». Он назначил выборы в Учредительное собрание и в апреле того же года в качестве кандидата от Партии Пеликвиста (его прозвищем было Пелико — «лысый», возможно, из-за неудачного лечения сифилиса) он был избран президентом Коста-Рики. На международной арене мнения о законности его нахождения во главе Коста-Рики разделились, в частности, Германия его признала, а Соединенные Штаты — нет.

### Президентство
8 июня 1917 года начался срок его президентских полномочий. Популярность главы государства быстро таяла, поскольку правление характеризовалось репрессиями и постоянным нарушением гражданских и политических прав, а также злоупотреблениями при обращении с государственными деньгами. Против Тиноко было несколько восстаний, которые были жестоко подавлены, были отмечены убийства нескольких лидеров оппозиции.
Во внешней политике делал ставку на союз в США, предложив президенту Вудро Вильсону остров Кокос в качестве базы для ВМС США, а также право использования вод и портов Коста-Рики. Однако эти предложения не получили ответа. При этом пользовался полной поддержкой крупнейшей американской продовольственной компании United Fruit Company. Даже приостановление дипломатических отношений между Коста-Рикой и Германией и объявление Коста-Рикой войны Центральным державам не привели к тому, чтобы Вильсон изменил свою позицию. Из-за спора о легитимности правительства Тиноко Коста-Рика не была участником Версальского договора и не в одностороннем порядке положила конец войне между собой и Германией. Техническое состояние войны закончилось после Второй мировой войны с подписанием Потсдамского соглашения.
В конце февраля 1918 года в стране начался вооруженный мятеж, поддержанный Соединенными Штатами, который возглавил его заместитель Рохелио Фернандес Гуэль. Восстание было жестоко подавлено властями, а Фернандес Гуэль вместе с несколькими товарищами был убит 15 марта 1918 года, когда пытался добраться до границы с Панамой. Это убийство оказало пагубное влияние на репутацию главы государства в глазах общественности. В надежде изменить позицию США в мае 1918 года с компанией John M. Amory & Son было подписано соглашение на разведку нефти под названием Contrato Aguilar-Ferrer или Contrato Aguilar-Amory.
Уже в 1919 году рост внутренней оппозиции вызвал беспорядки в столице и партизанское движение в провинции Гуанакасте во главе с Хулио Акостой Гарсией, занявшим в следующем году президентский пост. Восставшими был убит брат президента. Тиноко решил отказаться от власти и 12 августа покинул страну после подписания акта об отставке, которая была принята Конгрессом 20 августа 1919 года.

### Добровольное изгнание и последние годы
Отправился в эмиграцию во Францию с несколькими родственниками и близкими друзьями, взяв с собой сто тысяч долларов, полученных в последнюю минуту на родине от Королевского банка Канады. В 1920 году коста-риканский Конгресс возбудил против экс-президента уголовное дело за военный мятеж.
Проехав через Францию, Испанию и Великобританию, он поселился со своей женой в Париже. Там он опубликовал в 1928 году мемуары.
Его останки были перевезены в Коста-Рику только во время президентства Эчанди Хименеса 7 ноября 1960 года и захоронены на кладбище в Сан-Хосе.